# Haplogroupe X (ADNmt)

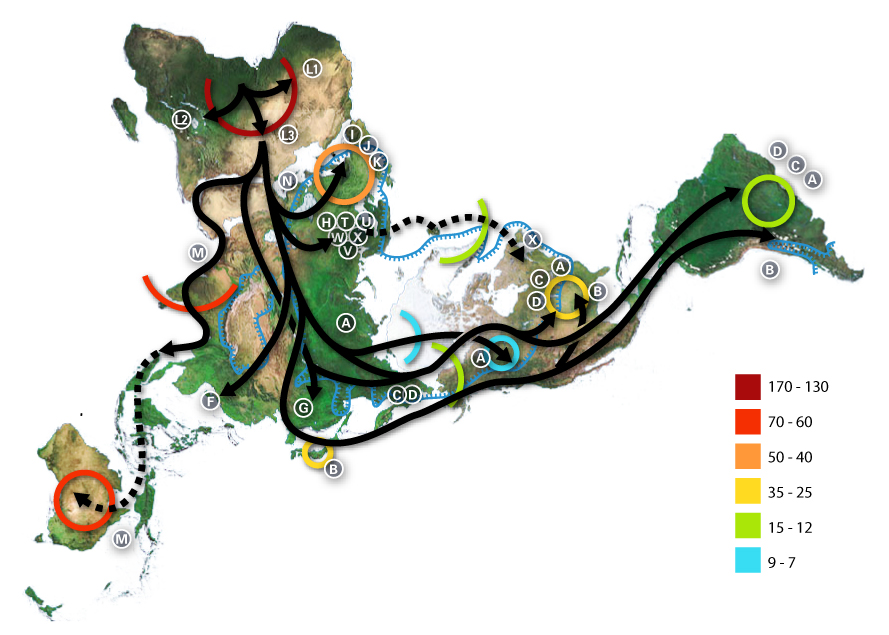
Expansion planétaire de l'Homme moderne et ADN mitochondrial (datations en milliers d'années avant le présent) : Légende
- Africain: L0, L1, L2, L3,... L6
- Méditerranée: I, N
- Europe du Sud et Ouest: J, K, X
- Europe générale: H, V, X
- Europe du Nord: T, U, X
- Asie: A, B, C, D, E, F, G
- Australie : M
- Amérique: A, B, C, D, et X

En génétique humaine, l'haplogroupe X désigne un haplogroupe de l'ADN mitochondrial humain (ADNmt). L'haplogroupe X s'est détaché de l'haplogroupe N il y a environ 30 000 ans (avant le dernier maximum glaciaire). Il est à son tour ancestral des sous-clades X2 et X1, qui sont apparus respectivement il y a environ 20 000 et 12 000 ans.
Certains chercheurs ont avancé que l'haplogroupe X2, présent en Amérique du Nord-Est, est susceptible d'étayer l'origine de certaines populations amérindiennes actuelles dans l'Europe du Solutréen.

## Présentation
L'haplogroupe X a divergé de l'haplogroupe N il y a environ 30 000 ans, puis s'est scindé en deux sous-groupes, X1 et X2, il y a entre 20 000 et 12 000 ans.
L'haplogroupe X représente environ 2 % de la population d'Europe, du Proche-Orient et d'Afrique du Nord.

## Sous-clades X1 et X2
Le sous-groupe X1 est assez discret, limité à l'Afrique du Nord et de l'Est, ainsi qu'au Proche-Orient. Le sous-groupe X2 en revanche est bien mieux représenté et semble avoir connu une grande dispersion démographique après le dernier maximum glaciaire, il y a environ 21 000 ans. Il est particulièrement présent au Proche-Orient, dans le Caucase et en Europe méditerranéenne, un peu moins dans le reste de l'Europe. Des concentrations particulières ont été identifiées au niveau de la Géorgie (8 % de la population), les Orcades (en Écosse, 7 % de la population), et chez les Druzes d'Israël (26 %, probablement en raison d'un effet fondateur).
Le sous-groupe X2b et deux de ses sous-clades (X2b4 et X2b7) sont aussi trouvés parmi les Français.

## X2a en Amérique
Le sous-clade X2, spécifiquement européen et a priori absent de la majeure partie de l'Asie continentale, se trouve également parmi les cinq haplogroupes majeurs des populations indigènes d'Amérique. Bien que sa proportion n'excède pas 3 % sur l'ensemble du continent, c'est l'un des principaux haplogroupes de l'Amérique du Nord-Est, où il représente près du quart des types d'ADNmt des Algonquins. On le rencontre à un degré moindre à l'ouest et au sud de cette zone, chez les Sioux (15 %), les Nootkas (11 % à 13 %), les Navajos (7 %) et les Yakamas (5 %). On le trouve également bien représenté chez les Yanomamis (plus de 10 %). À un niveau plus fin encore, la variante du sous-groupe X2 présente en Amérique, appelée X2a, se révèle aussi distante des autres variantes de ce sous-groupe, appelées X2b à X2f, présentes dans l'Ancien monde, qu'elles le sont entre elles, ce qui ferait remonter l'origine commune des populations concernées vers 20 000 ans avant le présent (AP).
Certains chercheurs ont émis l'hypothèse que le sous-clade X2a serait lié à l'arrivée en Amérique du Nord de populations solutréennes, dont les outils lithiques ressemblent beaucoup à des outils d'ancienneté équivalente trouvés en Amérique du Nord, datés d'environ 20 000 ans AP.
Au cours des années 2000, l'hypothèse solutréenne a été mise en doute, car aucune présence d'ADNmt ancestral de X2a n'a été trouvée en Europe ou au Proche-Orient. Les lignées du Nouveau Monde X2a et X2g ne sont pas dérivées des lignées de l'Ancien Monde X2b, X2c, X2d, X2e et X2f, indiquant une origine précoce des lignées du Nouveau Monde « probablement au tout début de leur expansion et de leur propagation à partir du Proche-Orient ». Une étude de 2008 estime que la présence de l'haplogroupe X2a en Amérique ne permet pas de prouver l'hypothèse solutréenne,. Cependant, le sous-clade X2a n'a pas été trouvé en Sibérie, ce qui tend à contredire l'hypothèse asiatique.
Une variante basale de X2a a été trouvée chez l'homme de Kennewick (âgé d'environ 9 000 ans).